# James Millns
James G. Millns Jr. (Toledo, Ohio, 13 de janeiro de 1949) é um ex-patinador artístico norte-americano, que competiu em provas na dança no gelo. Ele conquistou uma medalha de bronze olímpica em 1976 ao lado de Colleen O'Connor, e duas medalhas em campeonatos mundiais, sendo uma de prata e uma de bronze.

## Principais resultados

### Com Colleen O'Connor
| Resultados                                            | Resultados    | Resultados        | Resultados      | Resultados       | Resultados        | Resultados    | Resultados    | Resultados    | Resultados    | Resultados    | Resultados    | Resultados    |
| Internacional                                         | Internacional | Internacional     | Internacional   | Internacional    | Internacional     | Internacional | Internacional | Internacional | Internacional | Internacional | Internacional | Internacional |
| Evento/Temporada                                      | 1971– 1972    | 1972– 1973        | 1973– 1974      | 1974– 1975       | 1975– 1976        |               |               |               |               |               |               |               |
| ----------------------------------------------------- | ------------- | ----------------- | --------------- | ---------------- | ----------------- | ------------- | ------------- | ------------- | ------------- | ------------- | ------------- | ------------- |
| Jogos Olímpicos                                       |               |                   |                 |                  | Medalha de bronze |               |               |               |               |               |               |               |
| Campeonato Mundial                                    |               |                   | 7.º             | Medalha de prata | Medalha de bronze |               |               |               |               |               |               |               |
| Skate Canada International                            |               |                   |                 | Medalha de prata |                   |               |               |               |               |               |               |               |
| Nacional                                              |               |                   |                 |                  |                   |               |               |               |               |               |               |               |
| Campeonato dos Estados Unidos                         | 7.º           | Medalha de peltre | Medalha de ouro | Medalha de ouro  | Medalha de ouro   |               |               |               |               |               |               |               |
|                                                       |               |                   |                 |                  |                   |               |               |               |               |               |               |               |
| Legenda: Competição não foi disputada nesta temporada |               |                   |                 |                  |                   |               |               |               |               |               |               |               |